# Ukrajna a 2002. évi téli olimpiai játékokon
Ukrajna az egyesült államokbeli Salt Lake Cityben megrendezett 2002. évi téli olimpiai játékok egyik részt vevő nemzete volt. Az országot az olimpián 11 sportágban 68 sportoló képviselte, akik érmet nem szereztek.

## Alpesisí
Férfi
| Versenyző        | Versenyszám            | 1. futam | 1. futam | 2. futam      | 2. futam      | Összesítés | Összesítés |
| Versenyző        | Versenyszám            | Idő      | Hely.    | Idő           | Hely.         | Idő        | Helyezés   |
| ---------------- | ---------------------- | -------- | -------- | ------------- | ------------- | ---------- | ---------- |
| Mikola Szkrjabin | Lesiklás               |          |          |               |               | 1:47,65    | 49.        |
| Mikola Szkrjabin | Műlesiklás             | 56,76    | 40.      | nem ért célba | nem ért célba | kiesett    | kiesett    |
| Mikola Szkrjabin | Óriás-műlesiklás       | 1:18,57  | 54.      | 1:17,70       | 46.           | 2:36,27    | 45.        |
| Mikola Szkrjabin | Szuperóriás-műlesiklás |          |          |               |               | 1:27,84    | 29.        |

| Versenyző        | Versenyszám | Lesiklás | Lesiklás | Műlesiklás | Műlesiklás | Műlesiklás | Műlesiklás | Műlesiklás | Műlesiklás | Összesítés | Összesítés |
| Versenyző        | Versenyszám | Lesiklás | Lesiklás | 1. futam   | 1. futam   | 2. futam   | 2. futam   | Össz.      | Össz.      | Összesítés | Összesítés |
| Versenyző        | Versenyszám | Idő      | Hely.    | Idő        | Hely.      | Idő        | Hely.      | Idő        | Hely.      | Idő        | Helyezés   |
| ---------------- | ----------- | -------- | -------- | ---------- | ---------- | ---------- | ---------- | ---------- | ---------- | ---------- | ---------- |
| Mikola Szkrjabin | Összetett   | 1:44,80  | 35.      | 55,03      | 27.        | 1:01,23    | 25.        | 1:56,26    | 25.        | 3:41,06    | 25.        |

Női
| Versenyző         | Versenyszám      | 1. futam | 1. futam | 2. futam | 2. futam | Összesítés | Összesítés |
| Versenyző         | Versenyszám      | Idő      | Hely.    | Idő      | Hely.    | Idő        | Helyezés   |
| ----------------- | ---------------- | -------- | -------- | -------- | -------- | ---------- | ---------- |
| Julija Sziparenko | Műlesiklás       | 59,63    | 41.      | 1:00,87  | 30.      | 2:00,50    | 30.        |
| Julija Sziparenko | Óriás-műlesiklás | 1:25,73  | 50.      | 1:21,89  | 44.      | 2:47,62    | 43.        |

## Biatlon
Férfi
| Versenyző                                                             | Versenyszám           | Lövőhiba    | Időeredmény | Helyezés |
| --------------------------------------------------------------------- | --------------------- | ----------- | ----------- | -------- |
| Olekszandr Bilanenko                                                  | 20 km egyéni          | 4 (0+2+0+2) | 59:34,4     | 68.      |
| Andrij Derizemlja                                                     | 10 km sprint          | 1 (0+1)     | 27:11,1     | 38.      |
| Andrij Derizemlja                                                     | 20 km egyéni          | 1 (0+1+0+0) | 55:14,8     | 27.      |
| Vjacseszlav Derkacs                                                   | 10 km sprint          | 1 (0+1)     | 27:05,3     | 36.      |
| Vjacseszlav Derkacs                                                   | 12,5 km üldözőverseny | 3 (0+0+1+2) | 36:56,8     | 40.      |
| Vjacseszlav Derkacs                                                   | 20 km egyéni          | 1 (0+0+0+1) | 55:01,3     | 23.      |
| Ruszlan Liszenko                                                      | 10 km sprint          | 2 (0+2)     | 27:43,1     | 53.      |
| Ruszlan Liszenko                                                      | 20 km egyéni          | 2 (1+1+0+0) | 55:02,1     | 24.      |
| Roman Prima                                                           | 10 km sprint          | 3 (1+2)     | 29:16,1     | 76.      |
| Vjacseszlav Derkacs Olekszandr Bilanenko Roman Prima Ruszlan Liszenko | 4 × 7,5 km váltó      | 2+12        | 1:27:02,2   | 7.       |

Női
| Versenyző                                                     | Versenyszám         | Lövőhiba    | Időeredmény | Helyezés |
| ------------------------------------------------------------- | ------------------- | ----------- | ----------- | -------- |
| Okszana Hvosztenko                                            | 15 km egyéni        | 0 (0+0+0+0) | 51:34,4     | 29.      |
| Nyina Lemes                                                   | 7,5 km sprint       | 1 (1+0)     | 23:37,4     | 47.      |
| Olena Petrova                                                 | 7,5 km sprint       | 2 (1+1)     | 23:40,9     | 48.      |
| Olena Petrova                                                 | 15 km egyéni        | 1 (0+0+1+0) | 51:05,7     | 24.      |
| Tetyana Vodopjanova                                           | 7,5 km sprint       | 2 (0+2)     | 23:03,8     | 31.      |
| Tetyana Vodopjanova                                           | 10 km üldözőverseny | 4 (0+1+2+1) | 34:23,0     | 26.      |
| Okszana Jakovlijeva                                           | 15 km egyéni        | 2 (1+0+0+1) | 51:22,2     | 27.      |
| Olena Zubrilova                                               | 7,5 km sprint       | 4 (2+2)     | 24:33,2     | 59.      |
| Olena Zubrilova                                               | 15 km egyéni        | 3 (1+1+1+0) | 52:10,7     | 34.      |
| Olena Zubrilova Olena Petrova Nyina Lemes Tetyana Vodopjanova | 4 × 7,5 km váltó    | 1+5         | 1:32:00,6   | 10.      |

## Bob
Férfi
| Versenyző                                                               | Versenyszám | 1. futam | 1. futam | 2. futam | 2. futam | 3. futam | 3. futam | 4. futam | 4. futam | Összesítés | Összesítés |
| Versenyző                                                               | Versenyszám | Idő      | Hely.    | Idő      | Hely.    | Idő      | Hely.    | Idő      | Hely.    | Idő        | Helyezés   |
| ----------------------------------------------------------------------- | ----------- | -------- | -------- | -------- | -------- | -------- | -------- | -------- | -------- | ---------- | ---------- |
| Olekszandr Ivanisin Olekszandr Sztrelcov                                | Kettes      | 49,47    | 32.      | 49,43    | 33.      | 49,77    | 34.      | 49,75    | 35.      | 3:18,42    | 34.        |
| Oleh Polivacs Bohdan Zamosztyanik Olekszandr Ivanisin Jurij Zsuravszkij | Négyes      | 48,03    | 26.      | 48,09    | 26.      | 48,76    | 23.      | 48,89    | 23.      | 3:13,77    | 22.        |

## Gyorskorcsolya
Férfi
| Versenyző    | Versenyszám | 1. futam | 1. futam | 2. futam | 2. futam | Eredmény | Helyezés |
| Versenyző    | Versenyszám | Idő      | Hely.    | Idő      | Hely.    | Eredmény | Helyezés |
| ------------ | ----------- | -------- | -------- | -------- | -------- | -------- | -------- |
| Andrij Fomin | 500 m       | 36,26    | 27.      | 36,38    | 34.      | 72,64    | 29.      |
| Andrij Fomin | 1000 m      |          |          |          |          | 1:11,04  | 37.      |
| Andrij Fomin | 1500 m      |          |          |          |          | 1:51,02  | 43.*     |

Női
| Versenyző     | Versenyszám | Eredmény | Helyezés |
| ------------- | ----------- | -------- | -------- |
| Olena Mjahkih | 1000 m      | 1:20,13  | 35.      |
| Olena Mjahkih | 1500 m      | 2:05,32  | 38.      |
| Olena Mjahkih | 3000 m      | 4:24,64  | 31.      |

* – egy másik versenyzővel azonos eredményt ért el

## Jégkorong

### Férfi
| Ukrán nemzeti férfi jégkorongcsapat-játékoskeret | Ukrán nemzeti férfi jégkorongcsapat-játékoskeret | Ukrán nemzeti férfi jégkorongcsapat-játékoskeret | Ukrán nemzeti férfi jégkorongcsapat-játékoskeret | Ukrán nemzeti férfi jégkorongcsapat-játékoskeret | Ukrán nemzeti férfi jégkorongcsapat-játékoskeret | Ukrán nemzeti férfi jégkorongcsapat-játékoskeret |
| #                                                | Név                                              | Poszt                                            | Magasság                                         | Súly                                             | Kor                                              | Klub                                             |
| ------------------------------------------------ | ------------------------------------------------ | ------------------------------------------------ | ------------------------------------------------ | ------------------------------------------------ | ------------------------------------------------ | ------------------------------------------------ |
| 1                                                | Kosztjantin Szimcsuk                             | K                                                | 182                                              | 87                                               | 1974. február 26. (27 évesen)                    | Szpartak Moszkva                                 |
| 20                                               | Ihor Karpenko                                    | K                                                | 173                                              | 80                                               | 1976. július 23. (25 évesen)                     | Metallurg Magnyitogorszk                         |
| 22                                               | Olekszandr Fedorov                               | K                                                | 184                                              | 87                                               | 1978. április 12. (23 évesen)                    | Berkut Kijev                                     |
| 2                                                | Jurij Hunko                                      | V                                                | 191                                              | 98                                               | 1972. február 28. (29 évesen)                    | HK CSZKA Moszkva                                 |
| 3                                                | Szerhij Klimentyjev                              | V                                                | 183                                              | 89                                               | 1975. április 5. (26 évesen)                     | Metallurg Magnyitogorszk                         |
| 6                                                | Andrij Szrjubko                                  | V                                                | 189                                              | 93                                               | 1975. október 21. (26 évesen)                    | Syracuse Crunch                                  |
| 12                                               | Dmitro Tolkunov                                  | V                                                | 186                                              | 91                                               | 1979. május 27. (22 évesen)                      | Norfolk Admirals                                 |
| 14                                               | Valerij Sirjajev                                 | V                                                | 183                                              | 91                                               | 1963. augusztus 26. (38 évesen)                  | HC La Chaux-de-Fonds                             |
| 29                                               | Vjacseszlav Timcsenko                            | V                                                | 184                                              | 89                                               | 1971. augusztus 16. (30 évesen)                  | Weisswasser                                      |
| 30                                               | Vjacseszlav Zavalnyuk                            | V                                                | 181                                              | 90                                               | 1974. december 10. (27 évesen)                   | SZKA St. Peterburg                               |
| 7                                                | Vaszil Bobrovnikov                               | T                                                | 175                                              | 79                                               | 1971. november 8. (30 évesen)                    | Szokol Kijev                                     |
| 8                                                | Dmitro Hrisztics                                 | T                                                | 184                                              | 89                                               | 1969. július 23. (32 évesen)                     | Washington Capitals                              |
| 9                                                | Vadim Szlivcsenko                                | T                                                | 178                                              | 84                                               | 1970. március 28. (31 évesen)                    | Frankfurt Lions                                  |
| 10                                               | Vadim Sahrajcsuk                                 | T                                                | 189                                              | 94                                               | 1974. június 12. (27 évesen)                     | Lokomotyiv Jaroszlavl                            |
| 11                                               | Ruszlan Fedotenko                                | T                                                | 182                                              | 87                                               | 1979. január 18. (23 évesen)                     | Philadelphia Flyers                              |
| 15                                               | Vitalij Litvinenko                               | T                                                | 182                                              | 88                                               | 1970. június 14. (31 évesen)                     | Lada Togliatti                                   |
| 16                                               | Ihor Csibirev                                    | T                                                | 183                                              | 89                                               | 1968. április 19. (33 évesen)                    | Hannover Scorpions                               |
| 17                                               | Szerhij Varlamov                                 | T                                                | 179                                              | 91                                               | 1978. július 21. (23 évesen)                     | St. Louis Blues                                  |
| 21                                               | Valentin Oleckij                                 | T                                                | 178                                              | 83                                               | 1971. június 2. (30 évesen)                      | EV Füssen                                        |
| 23                                               | Roman Szalnikov                                  | T                                                | 185                                              | 89                                               | 1976. február 18. (25 évesen)                    | Krilja Szovjetov                                 |
| 24                                               | Vladiszlav Szerov                                | T                                                | 177                                              | 83                                               | 1978. június 14. (23 évesen)                     | Greensboro Generals                              |
| 25                                               | Bohdan Szavenko                                  | T                                                | 186                                              | 90                                               | 1974. november 20. (27 évesen)                   | Szpartak Moszkva                                 |
| 26                                               | Olekszij Ponyikarovszkij                         | T                                                | 185                                              | 89                                               | 1980. április 9. (21 évesen)                     | St. John's Maple Leafs                           |
| Vezetőedző: Anatolij Bohdanov                    | Vezetőedző: Anatolij Bohdanov                    | Vezetőedző: Anatolij Bohdanov                    | Vezetőedző: Anatolij Bohdanov                    | Vezetőedző: Anatolij Bohdanov                    | 1947. november 28. (54 évesen)                   | 1947. november 28. (54 évesen)                   |

- Posztok rövidítései: K – Kapus, V – Védő, T – Támadó
- Kor: 2002. február 9-i kora

#### Eredmények
Selejtező
B csoport
| Csapat           | M | Gy | V | D | G+ | G– | Gk | P |
| ---------------- | - | -- | - | - | -- | -- | -- | - |
| Fehéroroszország | 3 | 2  | 1 | 0 | 5  | 3  | +2 | 4 |
| Ukrajna          | 3 | 2  | 1 | 0 | 9  | 5  | +4 | 4 |
| Svájc            | 3 | 1  | 1 | 1 | 7  | 9  | −2 | 3 |
| Franciaország    | 3 | 0  | 2 | 1 | 6  | 10 | −4 | 1 |

| 2002. február 9. | Fehéroroszország (BLR) | 1 – 0 (0–0, 0–0, 1–0) | Ukrajna | Peaks Ice Arena, Provo Nézőszám: 6294 |

|  |  |  |  |  |
|  |  |  |  |  |
|  |  |  |  |  |
|  |  |  |  |  |

| 2002. február 11. | Ukrajna (UKR) | 5 – 2 (2–1, 2–1, 1–0) | Svájc | E Center, West Valley City Nézőszám: 8387 |

|  |  |  |  |  |
|  |  |  |  |  |
|  |  |  |  |  |
|  |  |  |  |  |

| 2002. február 12. | Franciaország (FRA) | 2 – 4 (0–2, 2–2, 0–0) | Ukrajna | Peaks Ice Arena, Provo Nézőszám: 6019 |

|  |  |  |  |  |
|  |  |  |  |  |
|  |  |  |  |  |
|  |  |  |  |  |

A 9. helyért
| 2002. február 14. | Ukrajna (UKR) | 2 – 9 (0–6, 2–3, 0–0) | Lettország | E Center, West Valley City Nézőszám: 8449 |

|  |  |  |  |  |
|  |  |  |  |  |
|  |  |  |  |  |
|  |  |  |  |  |

| Csapat  | Helyezés |
| ------- | -------- |
| Ukrajna | 10.      |

## Műkorcsolya
| Versenyző                              | Versenyszám  | Rövid program     | Rövid program | Rövid program | Kűr               | Kűr   | Kűr         | Összesítés         | Összesítés |
| Versenyző                              | Versenyszám  | Több. hely. száma | Hely.         | Hely. pont.   | Több. hely. száma | Hely. | Hely. pont. | Helyezési pontszám | Helyezés   |
| -------------------------------------- | ------------ | ----------------- | ------------- | ------------- | ----------------- | ----- | ----------- | ------------------ | ---------- |
| Dmitro Dmitrenko                       | Férfi egyéni | 5×21+             | 21.           | 10,5          | 5×17+             | 18.   | 18,0        | 28,5               | 18.        |
| Halina Manjacsenko-Jefremenko          | Női egyéni   | 6×15+             | 15.           | 7,5           | 5×11+             | 11.   | 11,0        | 18,5               | 12.        |
| Olena Ljasenko                         | Női egyéni   | 7×18+             | 16.           | 8,0           | 5×13+             | 13.   | 13,0        | 21,0               | 14.        |
| Aljona Szavcsenko Sztanyiszlav Morozov | Páros        | 5×15+             | 16.           | 8,0           | 7×14+             | 14.   | 14,0        | 22,0               | 15.        |
| Tetyana Csuvajeva Dmitro Palamarcsuk   | Páros        | 6×14+             | 15.           | 7,5           | 9×16+             | 16.   | 16,0        | 23,5               | 16.        |

| Versenyző                       | Versenyszám | Kötelező tánc 1   | Kötelező tánc 1 | Kötelező tánc 1 | Kötelező tánc 2   | Kötelező tánc 2 | Kötelező tánc 2 | Eredeti (original) tánc | Eredeti (original) tánc | Eredeti (original) tánc | Kűr               | Kűr   | Kűr         | Összesítés         | Összesítés |
| Versenyző                       | Versenyszám | Több. hely. száma | Hely.           | Hely. pont.     | Több. hely. száma | Hely.           | Hely. pont.     | Több. hely. száma       | Hely.                   | Hely. pont.             | Több. hely. száma | Hely. | Hely. pont. | Helyezési pontszám | Helyezés   |
| ------------------------------- | ----------- | ----------------- | --------------- | --------------- | ----------------- | --------------- | --------------- | ----------------------- | ----------------------- | ----------------------- | ----------------- | ----- | ----------- | ------------------ | ---------- |
| Olena Hrusina Ruszlan Honcsarov | Jégtánc     | 5×10+             | 10.             | 2,0             | 6×10+             | 10.             | 2,0             | 5×10+                   | 10.                     | 6,0                     | 5×9+              | 9.    | 9,0         | 19,0               | 9.         |
| Julija Holovina Oleh Vojko      | Jégtánc     | 7×22+             | 22.             | 4,4             | 6×22+             | 22.             | 4,4             | 6×21+                   | 21.                     | 12,6                    | 9×22+             | 22.   | 22,0        | 43,4               | 21.        |

## Rövidpályás gyorskorcsolya
Férfi
| Versenyző           | Versenyszám | Előfutam | Előfutam | Negyeddöntő | Negyeddöntő | Elődöntő | Elődöntő | B döntő | B döntő | Döntő   | Döntő   | Helyezés |
| Versenyző           | Versenyszám | Idő      | Hely.    | Idő         | Hely.       | Idő      | Hely.    | Idő     | Hely.   | Idő     | Hely.   | Helyezés |
| ------------------- | ----------- | -------- | -------- | ----------- | ----------- | -------- | -------- | ------- | ------- | ------- | ------- | -------- |
| Volodimir Hrihorjev | 500 m       | 1:10,431 | 4.       | kiesett     | kiesett     | kiesett  | kiesett  | kiesett | kiesett | kiesett | kiesett | 30.      |
| Volodimir Hrihorjev | 1000 m      | kizárták | kizárták | kiesett     | kiesett     | kiesett  | kiesett  | kiesett | kiesett | kiesett | kiesett | kiesett  |
| Volodimir Hrihorjev | 1500 m      | 2:25,316 | 5.       |             |             | kiesett  | kiesett  | kiesett | kiesett | kiesett | kiesett | 26.      |

## Síakrobatika
Ugrás
| Versenyző             | Versenyszám | Selejtező | Selejtező | Döntő   | Döntő    |
| Versenyző             | Versenyszám | Pont      | Helyezés  | Pont    | Helyezés |
| --------------------- | ----------- | --------- | --------- | ------- | -------- |
| Enver Ablajev         | Férfi       | 156,84    | 22.       | kiesett | kiesett  |
| Sztanyiszlav Kravcsuk | Férfi       | 225,68    | 11.       | 246,30  | 5.       |
| Tetyana Kozacsenko    | Női         | 151,23    | 15.       | kiesett | kiesett  |

## Sífutás
Férfi
| Versenyző     | Versenyszám | Selejtező | Selejtező | Negyeddöntő | Negyeddöntő | Elődöntő | Elődöntő | B döntő | B döntő | Döntő     | Döntő    |
| Versenyző     | Versenyszám | Idő       | Hely.     | Idő         | Hely.       | Idő      | Hely.    | Idő     | Hely.   | Idő       | Helyezés |
| ------------- | ----------- | --------- | --------- | ----------- | ----------- | -------- | -------- | ------- | ------- | --------- | -------- |
| Roman Lejbjuk | Sprint      | 3:03,21   | 45.       | kiesett     | kiesett     | kiesett  | kiesett  | kiesett | kiesett | kiesett   | 44.      |
| Roman Lejbjuk | 15 km       |           |           |             |             |          |          |         |         | 39:50,9   | 32.      |
| Roman Lejbjuk | 30 km       |           |           |             |             |          |          |         |         | 1:18:52,3 | 50.      |
| Roman Lejbjuk | 50 km       |           |           |             |             |          |          |         |         | 2:15:50,9 | 22.      |

| Versenyző     | Versenyszám              | 10 km klasszikus | 10 km klasszikus | 10 km szabad | 10 km szabad | Helyezés |
| Versenyző     | Versenyszám              | Idő              | Hely.            | Időhátrány   | Idő          | Helyezés |
| ------------- | ------------------------ | ---------------- | ---------------- | ------------ | ------------ | -------- |
| Roman Lejbjuk | 10 + 10 km üldözőverseny | 26:37,5          | 7.               | +0:30        | 24:16,2      | 11.      |

Női
| Versenyző               | Versenyszám | Selejtező | Selejtező | Negyeddöntő | Negyeddöntő | Elődöntő | Elődöntő | B döntő | B döntő | Döntő         | Döntő         |
| Versenyző               | Versenyszám | Idő       | Hely.     | Idő         | Hely.       | Idő      | Hely.    | Idő     | Hely.   | Idő           | Helyezés      |
| ----------------------- | ----------- | --------- | --------- | ----------- | ----------- | -------- | -------- | ------- | ------- | ------------- | ------------- |
| Viktorija Jakimcsuk     | Sprint      | 3:28,94   | 41.       | kiesett     | kiesett     | kiesett  | kiesett  | kiesett | kiesett | kiesett       | 41.           |
| Viktorija Jakimcsuk     | 15 km       |           |           |             |             |          |          |         |         | 45:26,7       | 44.           |
| Marina Pesztrjakova     | 30 km       |           |           |             |             |          |          |         |         | nem ért célba | nem ért célba |
| Olena Rogyina           | 10 km       |           |           |             |             |          |          |         |         | 31:07,4       | 41.           |
| Olena Rogyina           | 30 km       |           |           |             |             |          |          |         |         | 1:46:51,2     | 38.           |
| Valentina Sevcsenko     | 10 km       |           |           |             |             |          |          |         |         | 29:42,7       | 12.           |
| Valentina Sevcsenko     | 15 km       |           |           |             |             |          |          |         |         | 42:16,0       | 21.           |
| Valentina Sevcsenko     | 30 km       |           |           |             |             |          |          |         |         | 1:33:03,1     | 5.            |
| Irina Taranenko-Terelja | Sprint      | 3:23,47   | 29.       | kiesett     | kiesett     | kiesett  | kiesett  | kiesett | kiesett | kiesett       | 29.           |
| Irina Taranenko-Terelja | 10 km       |           |           |             |             |          |          |         |         | 29:35,8       | 11.           |
| Irina Taranenko-Terelja | 15 km       |           |           |             |             |          |          |         |         | 40:39,4       | 9.            |
| Irina Taranenko-Terelja | 30 km       |           |           |             |             |          |          |         |         | 1:37:32,9     | 18.           |

| Versenyző               | Versenyszám            | 5 km klasszikus | 5 km klasszikus | 5 km szabad | 5 km szabad | Helyezés |
| Versenyző               | Versenyszám            | Idő             | Hely.           | Időhátrány  | Idő         | Helyezés |
| ----------------------- | ---------------------- | --------------- | --------------- | ----------- | ----------- | -------- |
| Marina Pesztrjakova     | 5 + 5 km üldözőverseny | 14:41,0         | 57.             | kiesett     | kiesett     | kiesett  |
| Olena Rogyina           | 5 + 5 km üldözőverseny | 14:37,8         | 56.             | kiesett     | kiesett     | kiesett  |
| Valentina Sevcsenko     | 5 + 5 km üldözőverseny | 13:48,7         | 15.             | +0:50       | 13:13,2     | 21.      |
| Irina Taranenko-Terelja | 5 + 5 km üldözőverseny | 13:43,7         | 12.             | +0:45       | 12:35,4     | 10.      |

## Síugrás
| Versenyző        | Versenyszám | Selejtező | Selejtező | 1. ugrás | 1. ugrás | 2. ugrás | 2. ugrás | Összesítés | Összesítés |
| Versenyző        | Versenyszám | Pont      | Hely.     | Pont     | Hely.    | Pont     | Hely.    | Pont       | Helyezés   |
| ---------------- | ----------- | --------- | --------- | -------- | -------- | -------- | -------- | ---------- | ---------- |
| Volodimir Hlivka | Normálsánc  | 72,0      | 47.       | kiesett  | kiesett  | kiesett  | kiesett  | kiesett    | kiesett    |
| Volodimir Hlivka | Nagysánc    | 54,9      | 49.       | kiesett  | kiesett  | kiesett  | kiesett  | kiesett    | kiesett    |

## Szánkó
| Versenyző                      | Versenyszám | 1. futam | 1. futam | 2. futam | 2. futam | 3. futam | 3. futam | 4. futam | 4. futam | Összesítés | Összesítés |
| Versenyző                      | Versenyszám | Idő      | Hely.    | Idő      | Hely.    | Idő      | Hely.    | Idő      | Hely.    | Idő        | Helyezés   |
| ------------------------------ | ----------- | -------- | -------- | -------- | -------- | -------- | -------- | -------- | -------- | ---------- | ---------- |
| Oriszlava Csuhlib              | Női egyes   | 44,274   | 22.      | 43,942   | 17.      | 44,060   | 23.      | 44,005   | 21.      | 2:56,281   | 20.        |
| Lilija Ludan                   | Női egyes   | 43,800   | 9.       | 43,623   | 7.       | 43,565   | 6.       | 43,511   | 6.       | 2:54,499   | 6.         |
| Danilo Pancsenko Oleh Avgyejev | Kettes      | 43,727   | 13.      | 43,600   | 12.      |          |          |          |          | 1:27,327   | 11.        |